# Melissa Seidemann
Melissa Seidemann (26 de junio de 1990) es una jugadora de waterpolo estadounidense. Ella ganó el campeonato nacional con la Universidad de Stanford en 2011. Ella también ganó la medalla de oro con el equipo nacional de Estados Unidos en los Juegos Olímpicos de 2012.

## Carrera
Seidemann comenzó a jugar para el equipo nacional de EE. UU. en 2010. Ella anotó tres goles en la Liga Mundial FINA Super Final de ese año y los dos goles en la Copa del Mundo FINA, ayudando a los EE. UU. a ganar ambos eventos.
En 2011, los EE. UU. ganó la Super Final de la Liga Mundial FINA de nuevo, con Seidemann marcando dos goles. Ella anotó 11 goles en los Juegos Panamericanos, ocupando el tercer lugar en el equipo, y los EE. UU. ganó la medalla de oro y se clasificó para los Juegos Olímpicos de 2012. Los EE. UU. pasó a ganar el oro en los Juegos Olímpicos, también.